# Beta-endorfin
β-Endorfin je endogenní opioidní neuropeptid a peptidový hormon, který je produkován v některých neuronech centrálního a periferního nervového systému., např. v hypotalamu (nucleus arcuatus), projekce do periakveduktální šedi (PAG) a locus coeruleus. U lidí se dále vyskytují další dva endorfiny α-endorfin a γ-endorfin.
Sekvence aminokyselin je: Tyr-Gly-Gly-Phe-Met-Thr-Ser-Glu-Lys-Ser-Gln-Thr-Pro-Leu-Val-Thr-Leu-Phe-Lys-Asn-Ala-Ile-Ile-Lys-Asn-Ala-Tyr-Lys-Lys-Gly-Glu (31 aminokyselin). Prvních 16 aminokyselin jsou shodné se sekvencí  v  α-endorfinu. β-Endorfin je považován za endogenní opioid a endorfinní třídy neuropeptidů. Všechny endogenní opioidní peptidy obsahují stejnou N-terminální aminokyselinovou sekvenci Tyr-Gly-Gly-Phe, pak následuje buď -Met nebo -Leu (viz enkefaliny).
Funkce β-endorfinu je spojena s hladem, vzrušením, bolestí, mateřskou péči, sexuálním chováním. V nejširším slova smyslu, β-endorfin je primárně využívaný v těle ke snížení stresu a udržení homeostázy. 
Váže se na μ, méně δ receptory, prekurzorem je proopiomelanocortin (POMC). Kromě β-endorfinu, propeptid MSH (melanocyty-stimulující hormon) a ACTH (adrenocortikotropní hormon). Koexprese β-endorfinu a ACTH jedním z podkladů stresové analgezie (evolučně výhodné oslabení vnímání bolesti v přechodných stresových situacích). Koexprese β-endorfinu a MSH je podkladem hedónického a analgetického efektu (přiměřeného) opalování a závislosti na expozici UV.